# Барсиса
Барси́са (араб. برصيصا‎) — персонаж арабо-мусульманского предания, полулегендарный отшельник, отрекшийся от Аллаха по наущению шайтана.
Согласно преданию, Барсисе доверили заботиться о больной девушке. Шайтан обещал Барсисе помощь при условии отречения от Аллаха. Барсиса обесчестил девушку, а затем убил. Когда братья девушки пришли за ней, Шайтан помог им изобличить и покарать Барсису.
Комментаторы Корана ассоциируют Барсиса с безымянным персонажем из суры аль-Хашр (Сбор):.

Они подобны дьяволу, который говорит человеку: «Не веруй!» Когда же тот становится неверующим, он говорит: «Я не причастен к тебе! Я боюсь Аллаха, Господа миров».—  59:16 (Кулиев)
Характер текста — конкретность и наличие прямой речи — позволяет предположить за ним какое-то известное современникам пророка Мухаммада предание.